# Ligne 150 (Infrabel)
Pour les articles homonymes, voir Ligne 150.
La ligne 150 est construite par les Chemins de fer de l'État belge pour relier la basse Sambre aux Ardennes françaises : deux bassins industriels connectés par la voie d'eau mais pour lesquels le rail représente une accélération importante.
Le tronçon Ermeton-sur-Biert - Anhée (aux portes de Dinant) est également appelé "Ligne de la Molignée", du nom de la rivière dont il suit la vallée. La ligne comporte un second tronçon entre Jemelle et Dinant. Ce second tronçon - également appelé "Ligne de la Lesse" - étant par ailleurs référencé sous le numéro de ligne 152 à l'époque de la compagnie de l'État belge. Si les deux sections portent le même nom, c'est qu'initialement il s'agissait d'une seule ligne, intégrant la jonction Dinant - Houyet. L'évolution des deux tronçons sera toutefois relativement indépendante. Depuis la fermeture de la section Jemelle - Houyet, le tronçon subsistant (Houyet - Dinant) est administrativement intégré à la ligne 166. Par ailleurs, le tronçon Tamines – Aisemont, non électrifié, est toujours exploité sous le no 150, en trafic marchandises uniquement.

## Histoire

### Chronologie
- Les ouvertures[1]. :
  - 3 septembre 1879 : 20,7 km de Tamines à Mettet ;
  - 15 septembre 1880 : 3,8 km de Jemelle à Rochefort ;
  - 16 février 1886 : 3,8 km de Rochefort à Éprave
  - 22 septembre 1888 : 4,2 km de Éprave à Villers-sur-Lesse ;
  - 3 janvier 1889 : 4,6 km de Mettet à Ermeton ;
  - 3 juillet 1889 : 4,2 km de Villers-sur-Lesse à Wanlin ;
  - 15 octobre 1890 : 15 km d'Ermeton à Anhée ;
  - 5 juillet 1891 : 2,1 km d'Anhée à Y Anhée ;
  - 4 janvier 1894 : 5,1 km de Wanlin à Houyet

- Les fermetures voyageurs[1] :
  - 13 avril 1959 : de Houyet à Jemelle
  - 26 août 1962 : d'Ermeton à Anhée et Y Anhée
  - 30 septembre 1962 : de Mettet à Aisemont

### Tronçon Tamines - Anhée

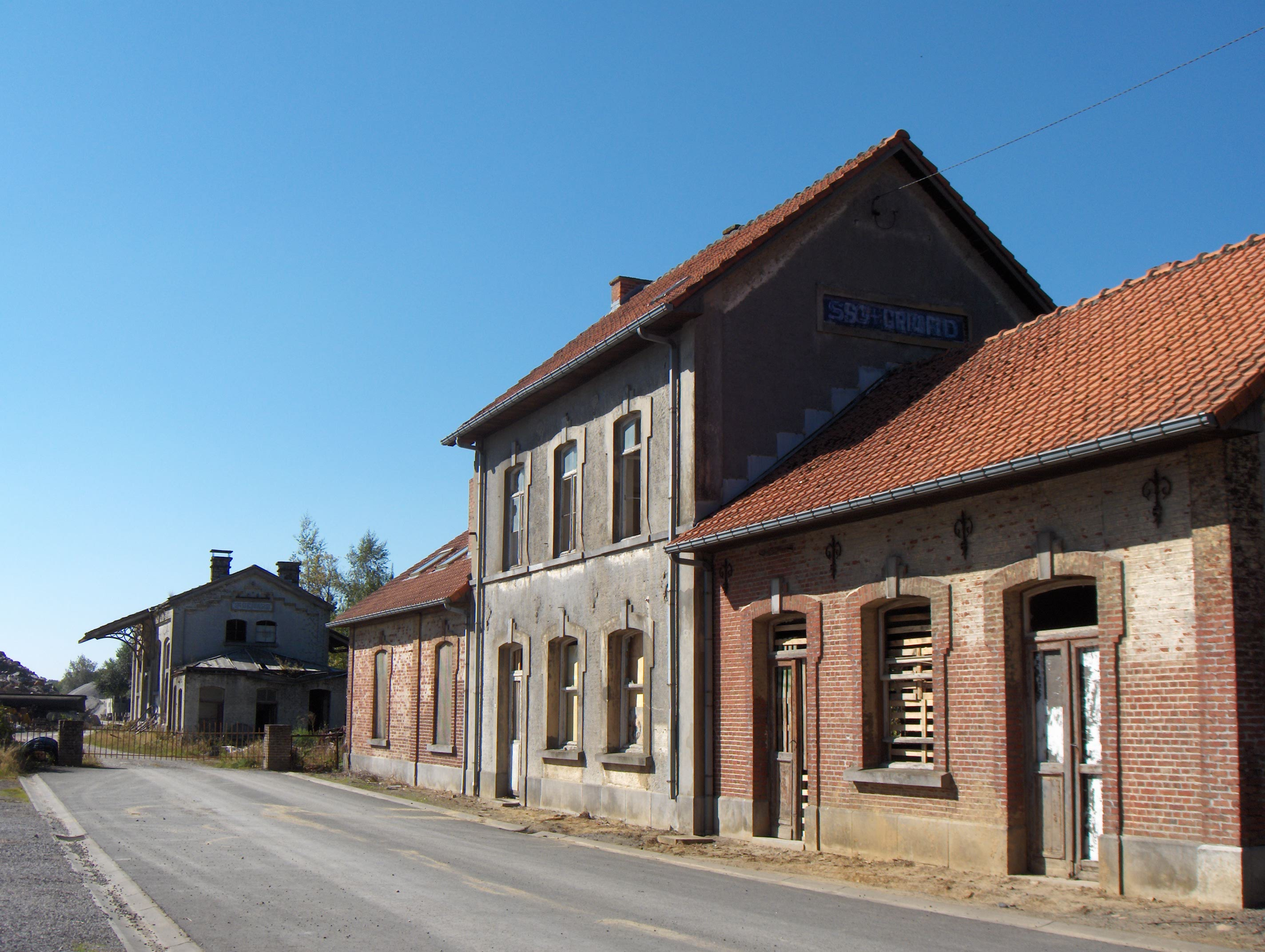
Gare de Saint-Gérard

En 1879, la première section de la ligne (Tamines - Mettet) est construite par les Chemins de fer de l'État belge pour relier les industries des entités de Mettet et Fosses-la-Ville au chemin de fer.
En 1890, la ligne sera prolongée vers la Meuse et Anhée dans le but de disposer d'une ligne appartenant à l’État belge dans le prolongement de l'Athus-Meuse. L'ensemble constitué par l'Athus-Meuse et cette portion de la ligne 150 était parfois appelé Athus-Sambre. La compagnie de l'État Belge doit alors négocier l'accès à la gare de Dinant, construite par la Compagnie du Nord - Belge. Les étroites installations de Dinant ne peuvent être étendues faute de place. Aussi, la gare principale de l'État sera Warnant, où sera construit un dépôt. Ainsi, les correspondances avec les omnibus de la ligne 128 ne se feront pas à Dinant mais le plus souvent à Warnant où aboutissent par ailleurs les lignes vicinales.
Entre les deux guerres, le tronçon Nord est massivement utilisé par les trains de marchandises entre les ports de la mer du Nord et le bassin sidérurgique Lorrain, de sorte que cette section est portée à double voie en 1925. Les ouvrages d'art sont prévus pour la double voie. Toutefois, en 1940, la compagnie du Nord-Belge est nationalisée et après la guerre, la ligne 154 - qui longe la Meuse - présente un prolongement moins accidenté pour l'Athus-Meuse, de sorte que le trafic sur la ligne 150 s'effondre. En 1962, la ligne n'est plus qu'une ligne secondaire, accidentée. Elle est remise à voie unique et son trafic voyageur est transféré à la route (dernier train le 24 août 1962). Dès 1964, le tronçon Ermeton - Haut-le-Wastia est inutilisé, la desserte étant assurée depuis les deux extrémités de la ligne jusque dans les années 1980. Une desserte se maintint vers Anhée jusqu'en 1987.
Depuis la fin des années 1980, seule la carrière Carmeuse d'Aisemont utilise encore une courte antenne vers Tamines, en exploitation simplifiée. La ligne reste posée « pour les besoins de la nation » et est sommairement entretenue. Entre 1989 et 1991, une exploitation touristique est mise en œuvre par le Train Touristique de la Meuse - Molignée (TTMM) qui utilise l'autorail 4614 du PFT entre Denée-Maredsous et Ermeton-sur-Biert (prolongé vers Stave et Florennes à l'aide de matériel plus léger).
Dans les années 2000, l'armée abandonne son droit sur ces lignes dont l'infrastructure est en mauvais état. En 2008 débutent les travaux de construction d'une piste RAVeL au départ de la Meuse. Un vélorail : les draisines de la Molignée, est mis en place sur les tronçons Denée-Maredsous - Falaën et Falaën - Warnant.
Le trafic, toujours important sur la portion conservée entre Tamines et Aisemont justifie le remplacement du pont ferroviaire sur la Sambre. La ligne pourrait même connaître un trafic accru vers le site d'Aisemont dans les années à venir.

### Tronçon Jemelle - Houyet - Dinant

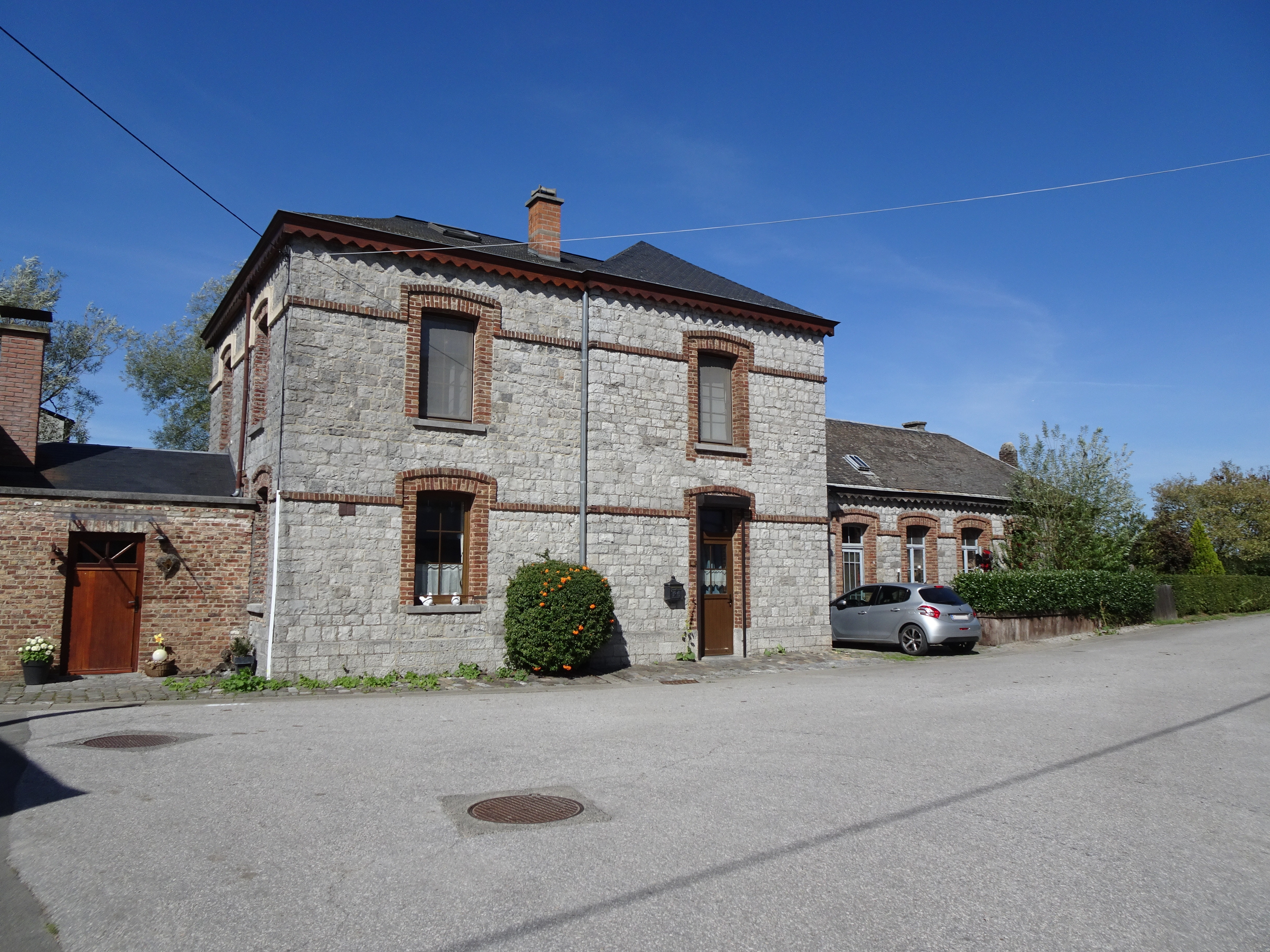
Gare d'Éprave, construite en pierre locale.

En 1880, la ville de Rochefort, qui avait été évitée par le tracé de la ligne du Luxembourg, sera reliée au rail via la gare de Jemelle. Entre 1886 et 1889, la Compagnie de l'État belge prolonge, par étapes, l'antenne de Rochefort jusqu'à Wanlin. En 1894, la construction de l'Athus-Meuse progresse de concert. La ligne est prolongée vers Houyet où la jonction se fait en 1895. Jusqu'en 1898, la ligne 150 est le seul moyen d'accès à Houyet et la construction de l'Athus-Meuse se fit en partie au départ de Houyet. La ligne est ensuite prolongée vers Dinant, qui est atteint en 1898 et Gedinne, rejoint en 1899 (voir L166).
Durant la Seconde Guerre mondiale, la résistance fait sauter les ponts sur la Lesse à Vignée et Villers-sur-Lesse. La SNCB rétablit la circulation en 1950. En 1959, le trafic voyageur est transféré à la route. La ligne n'a jamais vraiment connu de trafic de transit et la desserte marchandise est organisée au départ de Jemelle, de sorte que le tronçon entre Houyet et Hour-Havenne ne voit plus passer aucun train.
En 1978, le dernier convoi de cabotage rejoint la gare de Jemelle. Le démontage de la ligne se termine en 1985, un RAVeL est installé à la place. Avec la construction de l’autoroute A4-E411, qui traverse la ligne entre Wanlin et Vignée, le remblai de l’autoroute traverse la voie ferrée sans pont (un passage souterrain a été prévu pour un chemin carrossable parallèle à la voie ferrée et que le RAVeL emprunte pour traverser l’autoroute.

## Les ouvrages d'art
À la sortie de Tamines, la ligne traverse la Sambre sur un imposant viaduc métallique d'une seule travée. Le pont est à double voie mais depuis fort longtemps, une seule voie est utilisée. En 2017, un nouveau pont a remplacé l'ancien, trop dégradé. La section entre Ermeton-sur-Biert et Anhée descend vers la Meuse en pente constante. Après le tunnel de Maredsous, la ligne franchit le plus souvent en talus la Molignée et simultanément la route sinueuse qui suit le cours de cette rivière à l'aide de nombreux ponts en pierre ou en fer (onze) et de deux autres tunnels. La traversée de Sosoye se fait également sur un remblai adossé aux maisons du village comportant deux ponts.
La section sud comporte plusieurs ponts sur la Lesse (sept), trois ponts sur la Lhomme (dont un viaduc de trois arches près de Jemelle) ainsi que trois tunnels à Hour-Havenne (470 m), Vignée et Rochefort, en plus des nombreux ouvrages qui font désormais partie de la ligne 166 entre Houyet et Dinant. Sur les sections reconverties en Ravel, l'assiette est intégralement préservée et tous les ouvrages d'art existent encore.

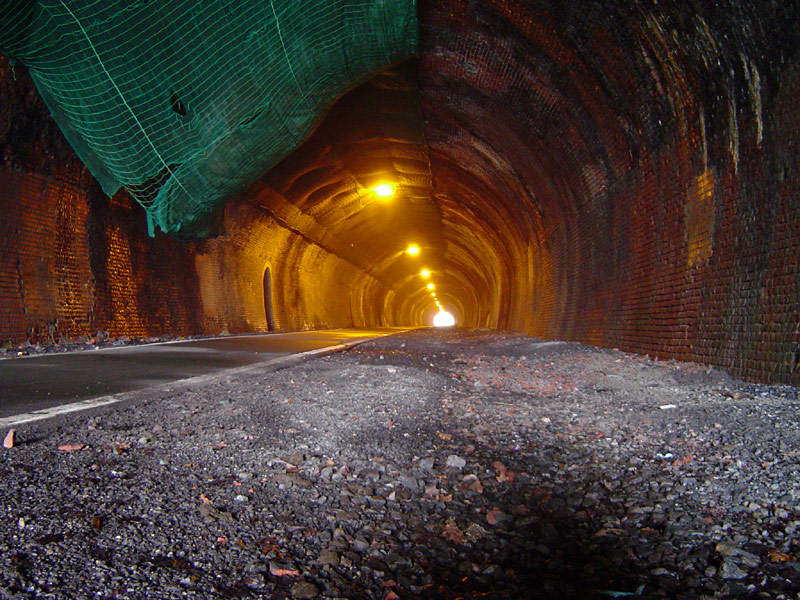
Tunnel près de Hour-Havenne aménagé en Ravel.
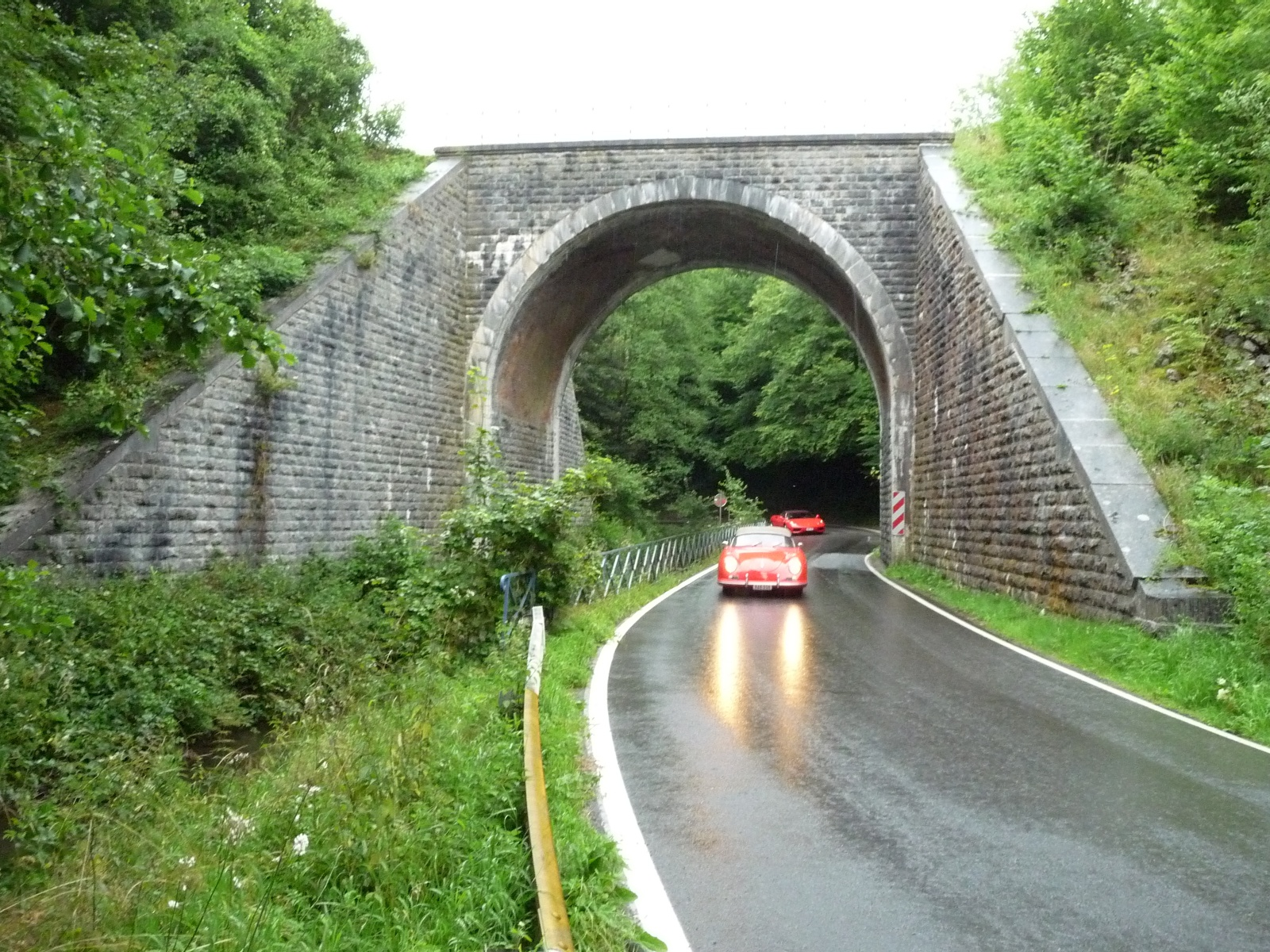
Entre Ermeton et Warnant, la ligne surplombe la Molignée et la route qui en suit les méandres.
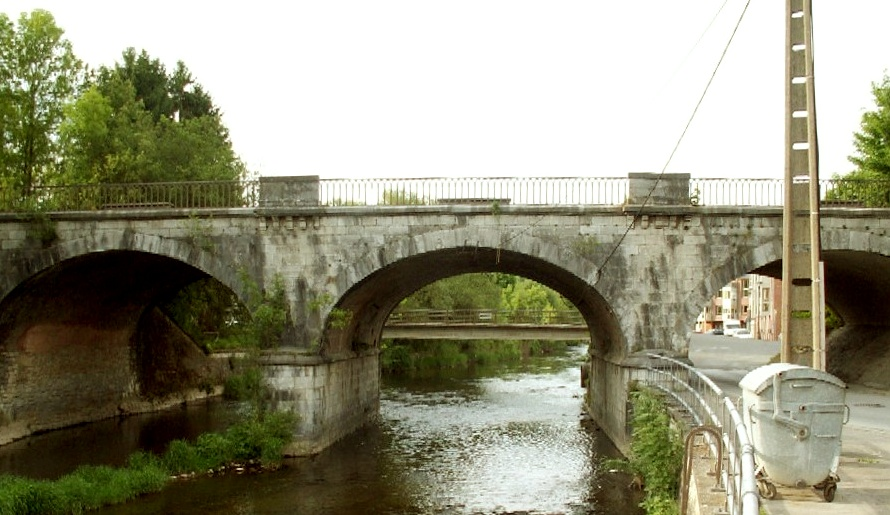
Pont sur la Lhomme à Rochefort.
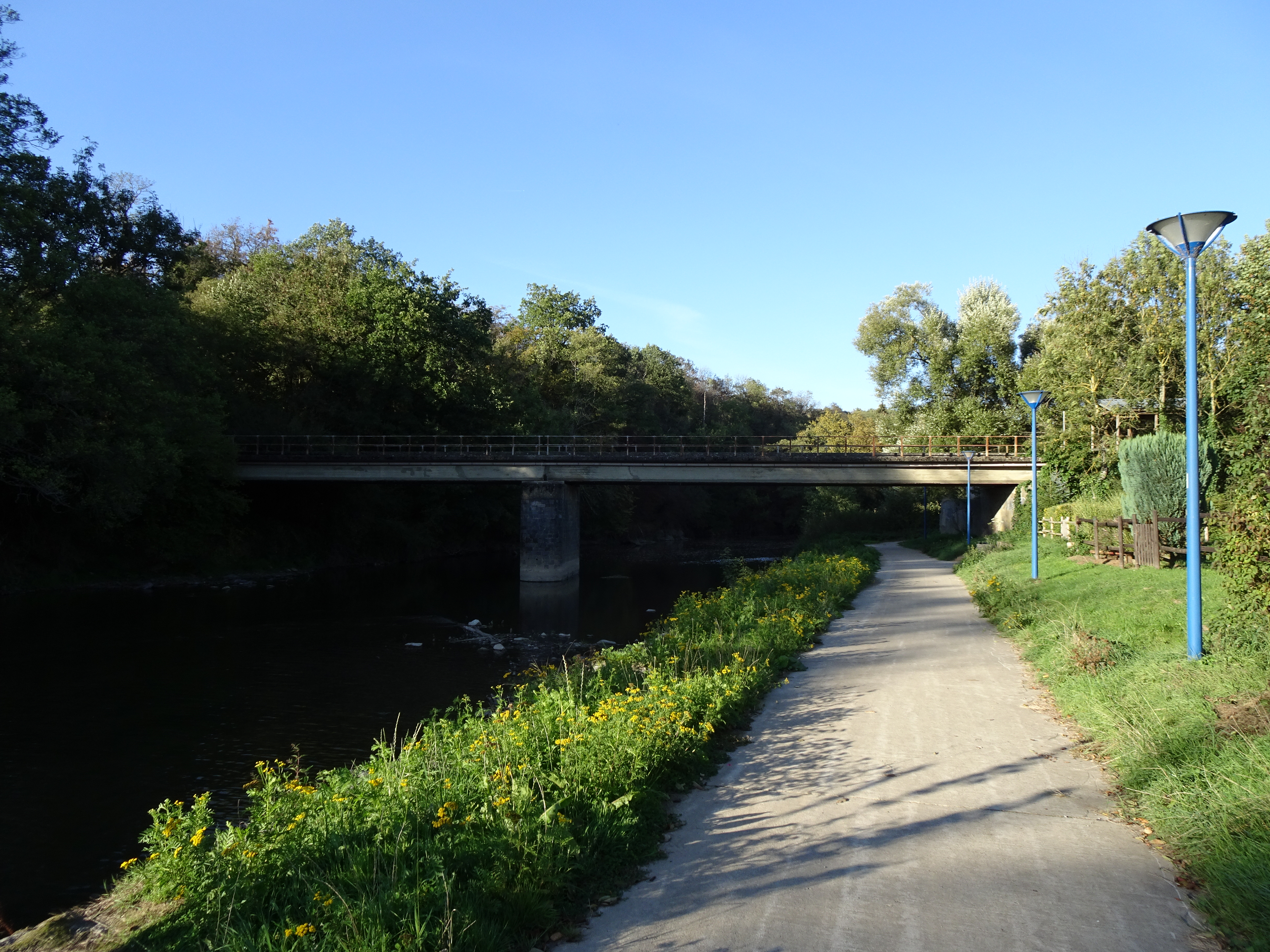
Pont sur la Lesse près de Wanlin, reconstruit après la Seconde Guerre mondiale.

## Utilisation
La section Tamines – Aisemont, à voie unique non électrifiée, est « en exploitation simplifiée » et encore régulièrement utilisée par les carrières Carmeuse d'Aisemont. Des locomotives de la série 77 y convoient des rames complètes de trémies à grande capacité (Tads), relayées en traction électrique à Châtelet ou Monceau-sur-Sambre (la gare de formation/triage de Charleroi). Des travaux de rectification de la courbe d'accès à la ligne 150 (depuis la ligne 130 à Tamines) ont été réalisés entre 2009 et 2011 afin d'en relever la vitesse. Le reste du tronçon « nord » est préservé « pour les besoins de la nation » jusqu'en 2007. Il formait — avec les lignes 147 et 128 — un contournement alternatif de l'important nœud ferroviaire de Namur. Il a été converti en RAVeL entre Aisemont et Anhée.
La section Warnant – Falaën – Maredsous est préservée pour la circulation touristiques de railbikes sous le nom « Draisines de la Molignée » et est divisée en deux à Falaën. La section de Dinant à Houyet fait aujourd'hui partie de la ligne 166, partie nord du chemin de fer Athus-Meuse.
Les deux gares d'extrémité — excentrées par rapport à leurs villages respectifs — sont utilisées pour l'activité touristique (bistrot, hôtel, parking...) sur un itinéraire également très prisé des amoureux de nature ou de routes sinueuses. L'assiette de l'une des deux voies est utilisée à cette fin alors que celle de l'autre est utilisée comme voie verte (réseau RAVeL) dont l'inauguration a eu lieu par phases : 2007 pour la section située sur la commune de Fosses-la-Ville; 2009 pour le tronçon Anhée – Maredret et en 2011 pour le tronçon intermédiaire. À Maredsous, un ancien autorail SNCB 4614 était installé à quai comme salle annexe au bistrot de la gare. Il est acquis en 2016 par le Chemin de fer à vapeur Termonde - Puurs.
Le tronçon sud est converti en RAVeL entre Houyet et Rochefort, depuis son démontage dans les années 1980. Les tunnels sont éclairés. La section Jemelle – Rochefort fut utilisée pour les tests du GLT (Guided Light Transport, dérivé du Transport sur voie réservée) développé par La Brugeoise et Nivelles puis repris par Bombardier Rail. Ces tests terminés, la plateforme a été en partie démontée (quelques éléments de la bande de roulement subsistent derrière l'ancien bâtiment de la gare de Rochefort ainsi que la boucle de retournement) et l'assiette convertie en RAVeL, à l'exception d'un passage inférieur à la sortie de la gare de Rochefort également utilisé par les automobiles. Quelques kilomètres de la ligne près de Villers-sur-Lesse n'ont pas été reconvertis en RAVeL (ils comportent un pont sur la Lesse et un petit tunnel en mauvais état), le RAVeL emprunte un chemin au pied du château de Ciergnon.